# نوشوویتسه
نوشوویتسه (به چکی: Nošovice) یک منطقهٔ مسکونی در جمهوری چک است که در ناحیه فریدک-میستک واقع شده‌است. نوشوویتسه ۶٫۴۵ کیلومتر مربع مساحت و ۹۷۰ نفر جمعیت دارد و ۳۴۶ متر بالاتر از سطح دریا واقع شده‌است.